# Museu Nacional de l'Iran
El Museu Nacional de l'Iran (en persa: موزه ملي ايران Mūze-ye Millī-ye Anarān, o موزه ایران باستان Muze-ye Irân-i Bâstân, 'Museu de l'Iran antic') és un museu arqueològic i històric localitzat a Teheran. Guarda antiguitats perses com ara atuells de ceràmica, objectes metàl·lics, llibres, monedes, etc. Fou inaugurat l'any 1937.
El museu es divideix en dos edificis. El primer està dedicat a la col·lecció preislàmica, mentre que el segon conté objectes islàmics.

El primer edifici té tres sales, que contenen objectes del Paleolític, neolític, Eneolític, edat del bronze, edat del ferro, i objectes de les cultures Mitjana (Orient Mitjà), dinastia Aquemènida, Imperi Selèucida, Pàrtia, i Imperi Sassànida.

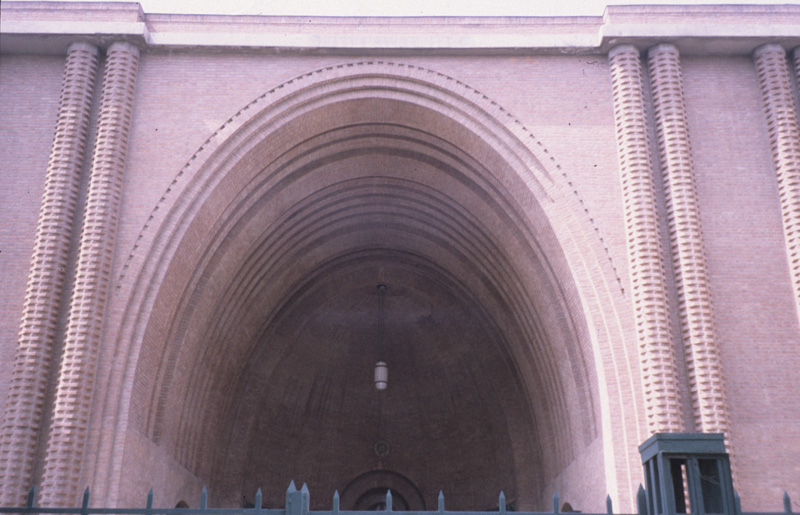
L'entrada principal de l'edifici 1 del museu està construïda en l'estil de voltes sassànides, particularment l'iwan de Ctesifonte
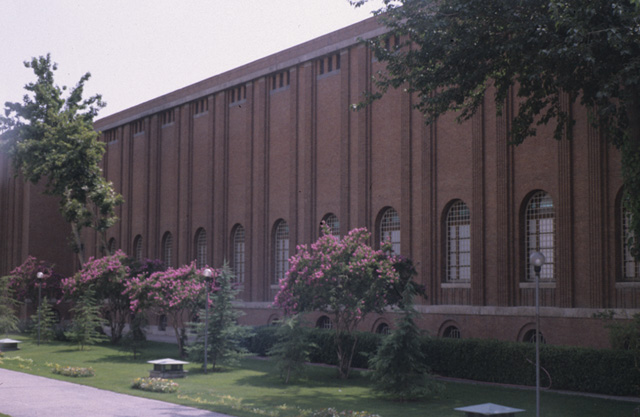
L'edifici fou dissenyat per un arquitecte francés a principis del s. XX

La part islàmica del museu s'inaugurà al 1996 i consta de tres plantes. Conté peces de ceràmica, teixits, texts, il·lustracions, astrolabis i cal·ligrafia en tova de 1.400 anys d'història islàmica de l'Iran.
El museu inclou diversos departaments de recerca, com el Centre de recerca del Paleolític, Centre de recerca de la Dinastia Aquemènida i el Centre d'estudis de ceràmica.

## Col·leccions
Els objectes més antics provenen dels jaciments de Kashafrud, Darband i Ganj Par, i daten del Paleolític inferior. A la primera sala es mostren eines de pedra mosterianes fetes per neandertals. Hi ha, a més, figures amb una antiguitat de 9.000 anys d'humans i animals de Teppe Sarab (a la província de Kermansah), entre molts altres objectes antics.

Algunes col·leccions permanents es deixen en préstec a altres museus, com al Museu Britànic de Londres.

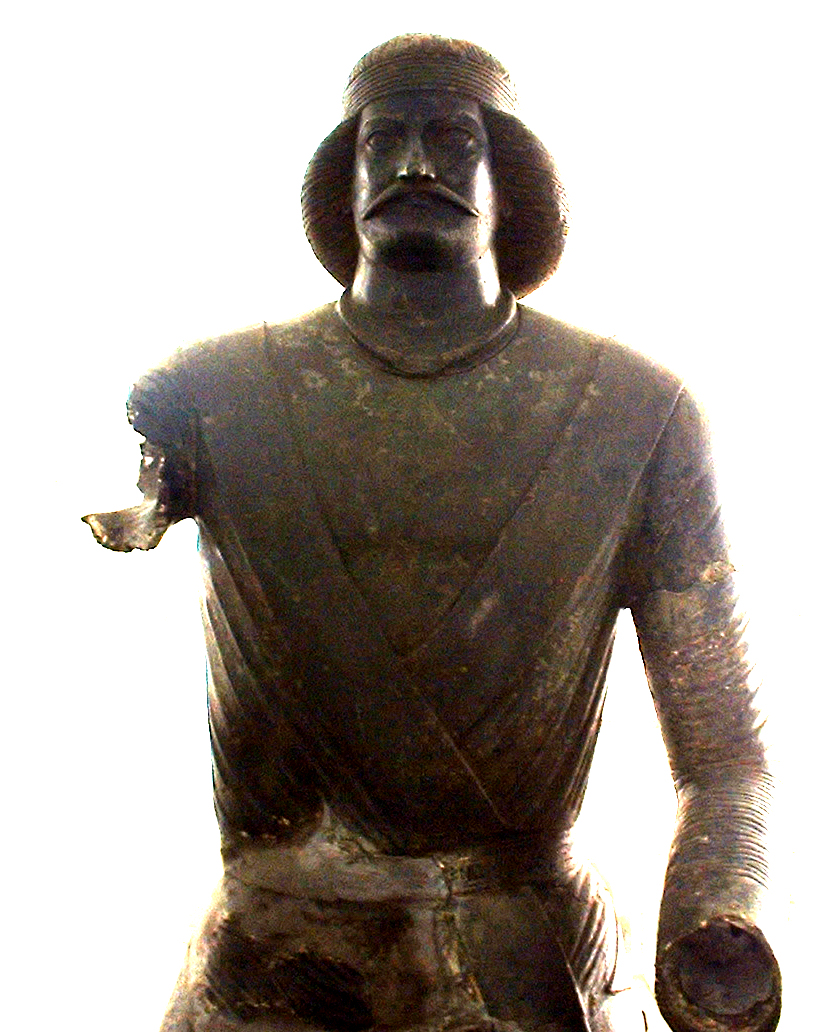
Estàtua parta, possiblement el general Surena, trobada a Mal Amir, Lorestan
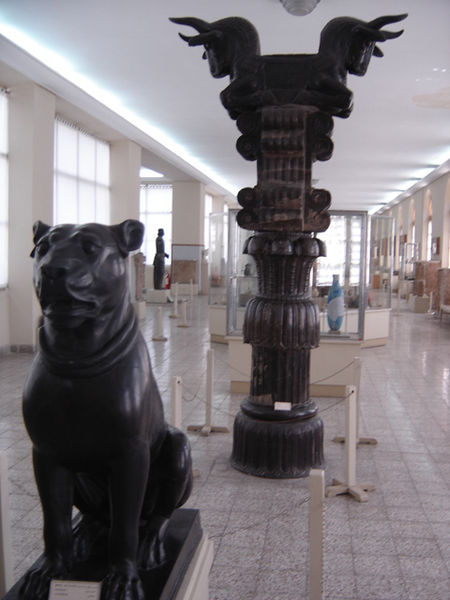
La col·lecció aquemènida del museu es troba a la tercera sala
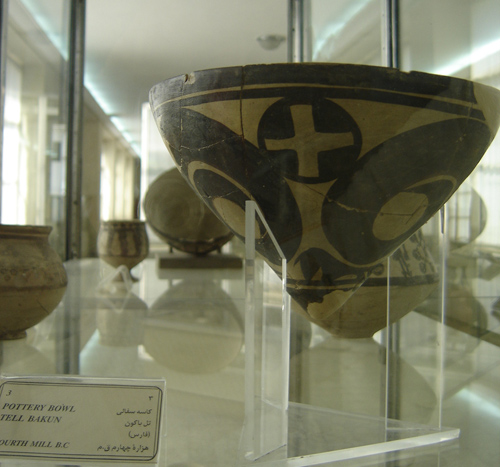
La col·lecció prehistòrica i elamita es troba a la primera sala. Un bol decorat del quart mil·lenni ae (trobat a la província de Fars)
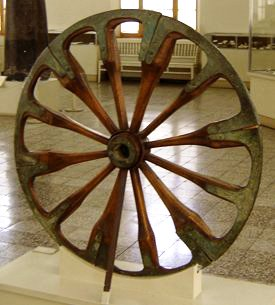
Una roda antiga en l'exhibició de la segona sala
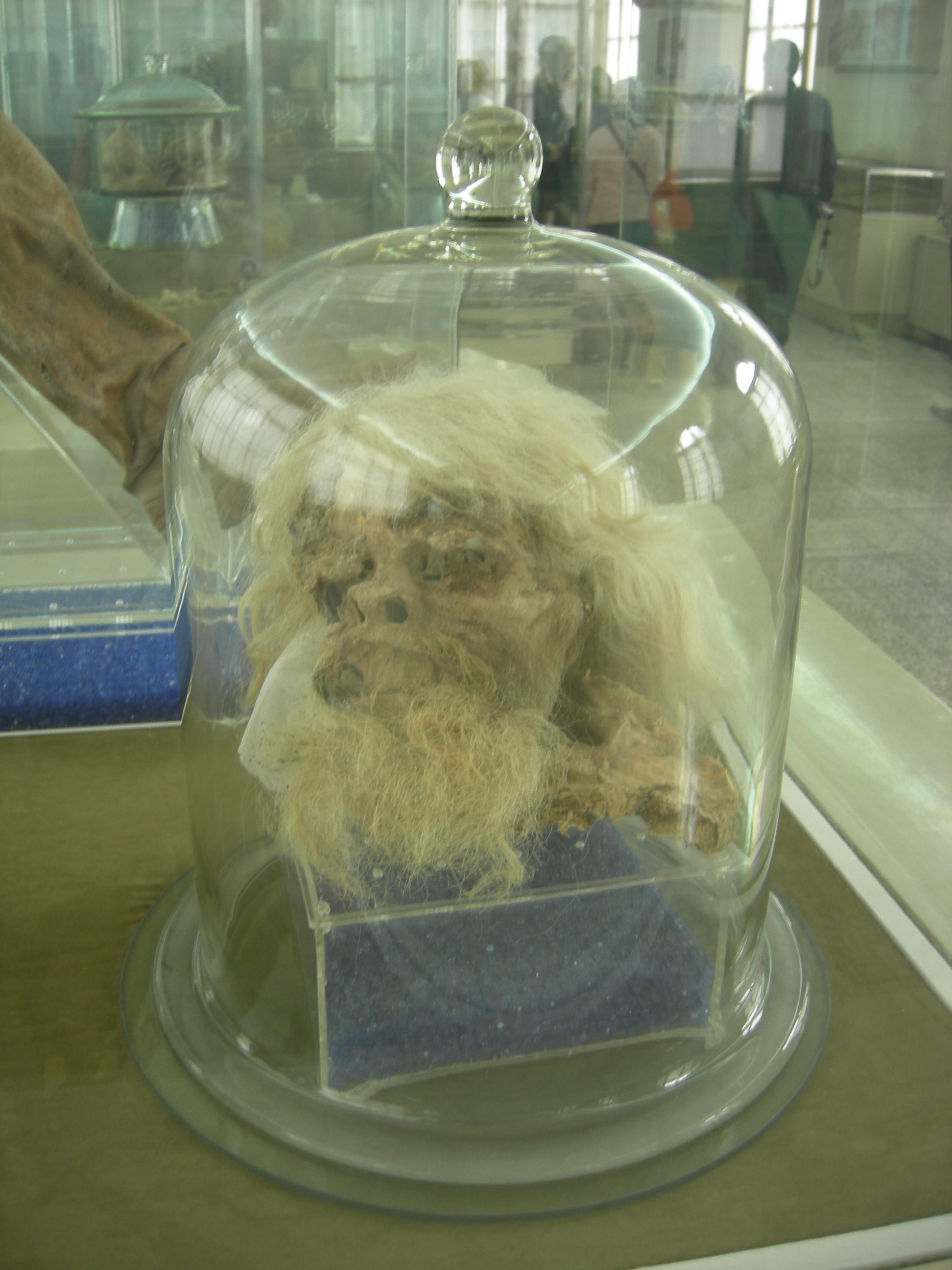
Cap d'un dels humans de sal, soterrats en la mina de sal de Chehrabad, situada a la província de Zanyan